# 魁北克保守黨
魁北克保守党（法語：Parti conservateur du Québec）是加拿大魁北克省的一个省级政党，于2009年3月25日建立。魁北克保守黨在历届省选中逐渐增加了候选人数量，2012年省选中共有27名候选人，2022年共有125名候选人（所有席位）。该党尚未在魁北克国民议会中赢得席位；然而，在黨魁埃里克·杜海姆的领导下，魁北克保守黨在2022年省选中赢得了约12.9%的民选票，比前几次选举有大幅增长。此前，执政黨魁北克未来联盟的省議員克莱尔·萨姆森于2021年6月18日加入该党，但在2022年敗選。

## 历史

### 早期
2009年，魁北克国民议会省議員前联盟国民党议员塞爾吉·方丹和伯特蘭·古萊特宣布成立新的魁北克保守党。
2009年11月，方丹向当时担任魁北克民主行动党党员的埃里克·凯尔提供了加入该党并成为其党魁的机会，目的是吸引心怀不满的民主行动党支持者。但这并没有实现，凯尔在2011年加入魁北克未来联盟之前，一直是以無黨籍身份参选。

### 2012年及以后
2012年1月，该党尚在纸面上存在，由前联邦保守党议员、路易·赫伯特选区的议员吕克·哈维接管，并成为该党的党魁。与新成立的魁北克未来联盟在主权问题上持中立态度不同，哈维表示，保守党将是联邦主义者，推行社会保守议程和统一税率。2012年3月，该党网站宣布前魁北克民主行动党议员莫妮克·罗伊·韦尔维尔和阿尔伯特·德马丁将代表该党参加即将举行的选举。2012年9月10日，哈维宣布辞去党魁职务。德马丁于9月21日被任命为临时党魁。 
2012年12月，德马丁启动了党魁选举。结果，两位候选人丹尼尔·布里森和阿德里安·D·普利奥宣布参选意向。2013年2月中旬，布里松退出领导人选举 ，普利奥成为唯一候选人。
2013年2月23日，普利奥被推选为新党魁，并立即向出席黨大会的成员提交了新宪法。该决议立即得到全体成员的批准，并将党的立场重新调整为中右翼价值体系。当天晚些时候，他对魁北克人党拟议的第14号和第20号法案表示反对。
在2014年省选举中，该党提名了60名候选人，總計赢得16,429票，占该省总票数的 0.4%。在2018年省选中，提名候选人数量上升至101人，赢得59,055票，占总票数的1.5%。
2020年10月16日，普利奥宣布将辞去党魁职务，以寻求进一步的商业发展，但他选择留任，直到2021年党魁选举中选出新领导人，专栏作家埃里克·杜海姆在党魁竞选中轻松击败了前党魁布里森。     
2021年6月18日，执政黨魁北克未来联盟的省議員克莱尔·萨姆森成为现代魁北克保守党第一位进入魁北克国民议会的議員。此前三天，她因向魁北克保守党捐款100加元而被未来联盟开除。
魁北克保守党在2022年省选的全部125个选区提名了候选人。该党赢得了12.91%的普选票，在普选中排名第五，尽管四个反对党在普选中势均力敌，但该党却没有赢得任何议席，但在许多选区表现强劲，特别是在具有强大保守传统的首都区和绍迪埃-阿巴拉契斯地区。然而，该党在全省范围内赢得了胜利，而魁北克自由党则遭到了损失，导致自由党在蒙特利尔等传统基本盤的选票份额减少。党魁杜海姆表示反对第96号法案。